# Mata Hari (1931)
Mata Hari is een Amerikaanse film uit 1931, losjes gebaseerd op het leven van de historische Mata Hari. In de film speelt Greta Garbo een van haar weinige rollen als koude, berekenende femme fatale. De film werd internationaal een doorslaand succes en wordt gerekend tot de beste prestaties van de Zweedse actrice.
In 1920 was Mata Hari al het onderwerp van een zwijgende filmversie met Asta Nielsen in de titelrol. Ook het in 1931 uitgebrachte "Dishonored" van Josef von Sternberg geldt als een overduidelijke Mata Hari-verfilming. Hierin speelt Marlene Dietrich een spionne die tijdens de Eerste Wereldoorlog voor het vuurpeloton eindigt. De bekendste latere filmvertolkingen van Mata Hari zijn die door Jeanne Moreau in 1964 en door Sylvia Kristel in 1985.

## Verhaal
Mata Hari is een Friese danseres, geboren in Leeuwarden, die naam maakt met 'oosterse' dansen. Na het uitbreken van de Eerste Wereldoorlog gaat ze als spionne werken voor de Duitsers. Ze maakt gebruik van haar verleidingskunsten om geallieerde officieren militaire geheimen te ontfutselen, maar ze wordt ontmaskerd en door een Frans Militair Tribunaal ter dood veroordeeld. Ze sterft voor het vuurpeloton.

## Rolverdeling
| Acteur            | Personage       |
| ----------------- | --------------- |
| Greta Garbo       | Mata Hari       |
| Ramon Novarro     | Alexis Rosanoff |
| Lionel Barrymore  | Serge Shubin    |
| Lewis Stone       | Andriani        |
| C. Henry Gordon   | Dubois          |
| Karen Morley      | Carlotta        |
| Alec B. Francis   | Caron           |
| Blanche Friderici | Angelica        |